# Charme do Mundo
Charme do Mundo é o sétimo álbum de estúdio da cantora brasileira Patricia Marx, lançado em 1997 pela Lux Music, gravadora do Nelson Motta. A produção é de João Marcello Bôscoli.
Da mesma forma que seus dois antecessores, a sonoridade explora a dance music, dessa vez, os arranjos no estilo são utilizados em releituras de clássicos do pop rock brasileiro dos anos de 1980, em canções de artistas como Kid Abelha, Titãs, Lulu Santos, Os Paralamas do Sucesso, Marina Lima, entre outros.
Para promovê-lo foram lançados três singles que foram cantados em programas de TV, shows promocionais e alguns chegaram a fazer parte de trilha sonoras de novelas e ganharam videoclipe.
A recepção da crítica e do público foi modesta, não obteve os números e elogios de seus antecessores. Em entrevistas Motta afirmou que o projeto foi a frente do seu tempo, por mesclar música eletrônica e bossa nova em canções brasileiras, algo que tornou-se sucesso anos depois com artistas como Bebel Gilberto.

## Antecedentes e produção
Em 1994, após a saída da gravadora RCA, Patricia planejava dar um novo rumo a sua carreira e para obtê-lo, contou com a colaboração do famoso produtor Nelson Motta, que na época morava nos Estados Unidos e era dono da gravadora LUX Music. Para sua primeira parceria, a sonoridade pop e juvenil de seus três primeiros álbuns de estúdio foram deixadas de lado e houve aposta nos estilos que estavam em voga na época: a dance music, bem como R&B que aparece de maneira mais sutil no primeiro (Ficar com Você, de 1994) e faz-se mais presente no segundo (Quero Mais, de 1995). Sobre essa fase o produtor revelou: "Eram trabalhos mais dance, para sair da adolescência".
Para o seu sétimo de estúdio e terceiro sob o contrato com a gravadora de Motta, havia o desejo de agora mostrar um trabalho mais adulto e que refletisse a idade e o amadurecimento da artista, que durante esse tempo saiu da casa dos pais, casou, morou um ano com um rapaz, entre outras coisas. Motta revelou que em Charme do Mundo há "regravações, com novos arranjos, de clássicos da MPB dos anos 80 e que as músicas foram escolhidas porque são muito boas e suportam versões atualizadas. Para ele o "repertório tem sabor de bossa nova num ambiente todo techno, jungle, trip-hop e tudo". Sobre o fato de só haver regravações Patricia revelou em entrevistas: "Acho melhor regravar músicas conhecidas e fazer coisas diferentes em cima do que pegar músicas inéditas e não ficar legal. Não quero mais música encomendada".
Entre as regravações notáveis, estão: "Me liga" (Paralamas do Sucesso), "Go back"' (Titãs), "Chorando no campo" (Lobão) e "Charme do mundo" (Marina), que dá título ao CD. Nas faixas, Patricia faz uma espécie de estreia para o que viria a ser a "turma da Trama", com produção de João Marcelo Bôscoli e participação de Max de Castro em vários arranjos.

## Lançamento e promoção
Lançado em 1998, o trabalho divulgação contou com aparições em programas de TV, uma turnê com shows por cidades brasileiras e nos quais cantava várias das canções do disco e seus maiores sucessos com arranjos de drum and bass, trip hop e bossa nova. A faixa "Charme do Mundo" foi a única a receber um videoclipe, cuja direção coube  ao próprio Motta.
Em relação a trilhas sonora de novelas, a faixa "Me Liga" fez parte da novela Corpo Dourado, da TV Globo, em 1998, tema da personagem Judy, interpretada pela atriz Giovanna Antonelli e da novela Pérola Negra, do SBT, no mesmo ano, tema da personagem Lucila, interpretada por Mariana Dubois.

## Recepção crítica
| Críticas profissionais | Críticas profissionais |
| Avaliações da crítica  | Avaliações da crítica  |
| Fonte                  | Avaliação              |
| ---------------------- | ---------------------- |
| AllMusic               | [ 6 ]                  |
| Manchete               | Desfavorável           |
| Tribuna da Imprensa    | Desfavorável           |

As resenhas da critica especializada foram, em maioria, desfavoráveis. Nelson Motta considera o álbum, um dos mais injustiçados da Nova MPB, uma vez que, os produtores misturam o estilo com batidas eletrônicas anos antes disso virar moda (com artistas como Bebel Gilberto e Fernanda Porto).
Alvaro Nede, do site AllMusic, avaliou com três estrelas de cinco. E escreveu que o "álbum aposta na onda da eletrônica que é o acento de produção viável no Brasil hoje, após o fim do rock brasileiro, breganejo e estilo romântico".
Mauro Trindade, da revista Manchete, fez uma crítica desfavorável e ressaltou que as roupagens dançantes não caíram bem às músicas do disco.
Rodrigo Faour, do jornal carioca Tribuna da Imprensa, destacou que Patrícia tem uma boa voz e é afinada, mas que as canções antigas não combinaram com os arranjos modernos escolhidos e a interpretação da cantora tende a ser monocórdia.

## Lista de faixas
Créditos adaptados do CD Ficar com Você, de Patricia Marx, lançado em 1994.
| N.º | Título                              | Compositor(es)               | Duração |  |
| 1.  | "Charme do Mundo"                   | Marina Lima, Antônio Cícero  | 3:50    |  |
| 2.  | "Nosso Louco Amor"                  | Herman Torres, Julio Barroso | 3:43    |  |
| 3.  | "Me Liga"                           | Herbert Vianna               | 3:37    |  |
| 4.  | "O Último Romântico"                | Lulu Santos                  | 4:03    |  |
| 5.  | "Chorando no Campo"                 | Bernardo Vilhena, Lobão      | 3:00    |  |
| 6.  | "Pra Que Vou Recordar O Que Chorei" | Carlos Dafé                  | 4:32    |  |
| 7.  | "Como Eu Quero"                     | Leoni, Paula Toller          | 3:32    |  |
| 8.  | "Go Back"                           | Sérgio Britto, Torquato Neto | 4:04    |  |
| 9.  | "Cada Um, Cada Um" (A Namoradeira)  | Ronaldo Barcelos             | 4:24    |  |
| 10. | "O Melhor Vai Começar"              | Guilherme Arantes            | 3:14    |  |